# Vislijm

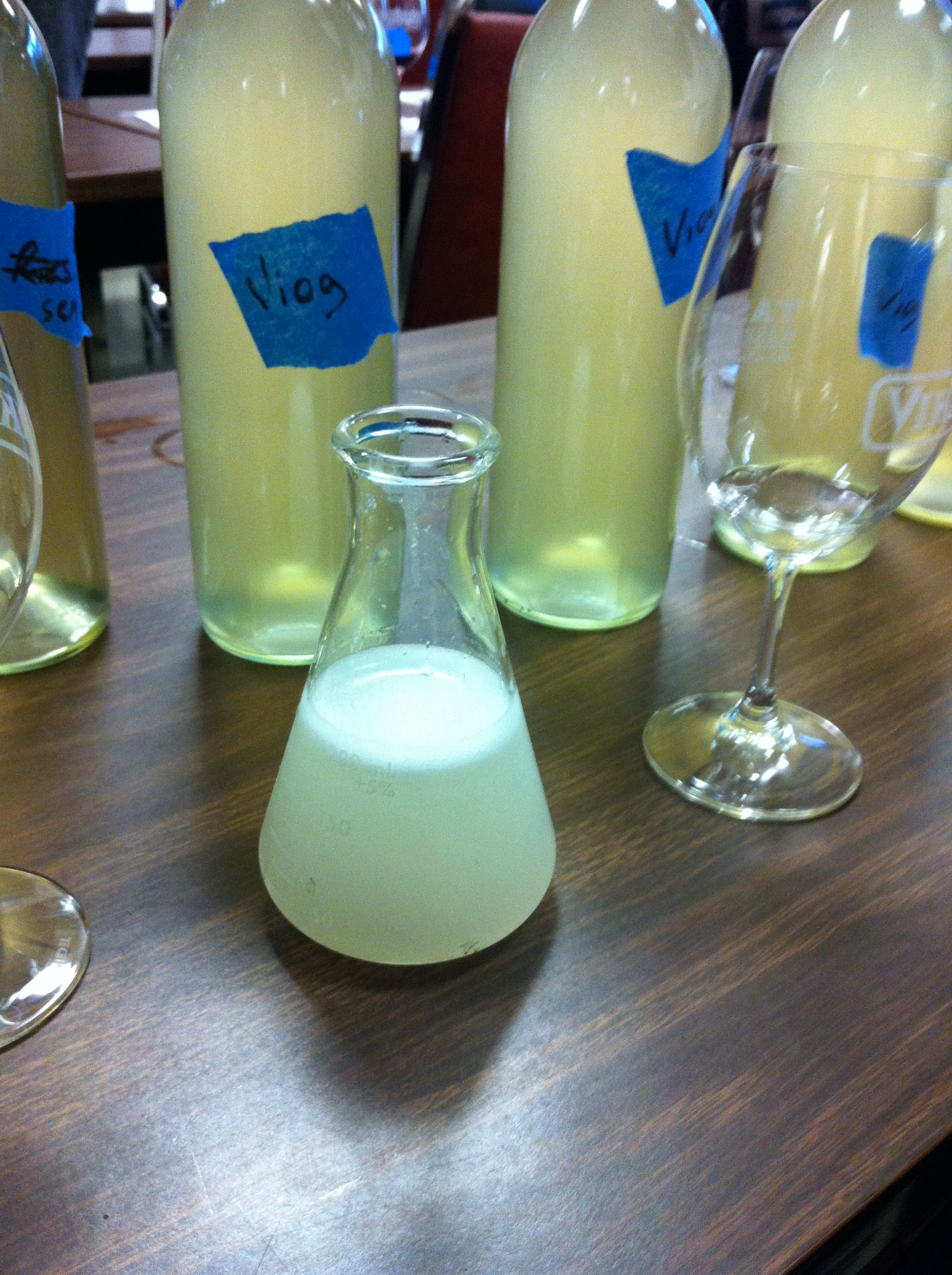
vislijmoplossing in een proefopstelling voor het klaren van wijn

Vislijm (ook isinglass genoemd) is een stof verkregen uit de gedroogde zwemblazen van vissen. Het is een vorm van collageen, voornamelijk gebruikt als klaringsmiddel om wijn en bier helderder te maken. Het kan ook in een pasta gekookt worden en als lijm gebruikt, voor bijvoorbeeld het repareren van perkament.
Vislijm werd oorspronkelijk uitsluitend gemaakt van de steur, totdat William Murdoch een goedkopere variant maakte van kabeljauw. Dit werd in Groot-Brittannië veel gebruikt in plaats van Russische vislijm. De blazen worden, nadat ze verwijderd zijn van de vis, voor gebruik verwerkt en gedroogd en in verschillende vormen verkocht.